# Johannes Sällström
Johannes (Johan) Sällström (i riksdagen kallad Sällström i Nederkalix), född 21 februari 1830 i Ytterbyn i Nederkalix församling, Norrbottens län, död 27 december 1905 i Näsbyn i Nederkalix församling, var en svensk grosshandlare, sågverksägare och politiker.
Johannes Sällström var en av delägarna och grundarna av Karlsborgs sågverk, som tillsammans med Johan August Bergman och David Hummel ingick i firman Bergman Hummel & Co. Sällström var tysk vicekonsul i Nederkalix. Han var även ledamot av andra kammaren 1886–1887, invald i Kalix domsagas valkrets. Han skrev två motioner i riksdagen, en om pension till riksdagsman Johan Rutbergs änka och en om bestämmelserna för lagfarts- och inteckningsböcker.
Johannes Sällström var genom sin mor halvbror till sågverksägaren Per Adolf Svanberg i Nederkalix socken. Han var gift med tullförvaltardottern Anna Taube.